# Bernat Nadal i Ginard
Bernat Nadal i Ginard (* 14. März 1942 in Artà) ist ein spanischer Mediziner.

## Leben
Er wurde auf der spanischen Mittelmeerinsel Mallorca geboren. Bernat Nadal i Ginard studierte Medizin an der Universität Barcelona und schloss das Studium im Jahr 1965 ab. In Mexiko spezialisierte er sich von 1968 bis 1971 als Kardiologe. 1972 übersiedelte er in die USA und promovierte in Biologie an der Yale-Universität. Von 1975 bis 1981 war er als Professor am Medizin-Kolleg Albert Einstein in New York tätig. 1982 wurde er Leiter der Kinder-Kardiologie am Universitätskrankenhaus von Harvard. Von 1986 bis 1995 leitete er ein Forschungsprogramm am Howard Hughes Medical Institute. Seine Abteilung ist im Bereich angeborener Herzfehler tätig. Er arbeitete insbesondere im Bereich der Stammzellen des Herzmuskels, die nach einem Herzinfarkt zur Selbstheilung verwendet werden sollten. 